# ريتشارد غراهام (كاتب)
ريتشارد غراهام (بالبرتغالية: Richard Graham‏) هو مؤرخ وكاتب برازيلي، ولد في 1934 في غوياس في البرازيل.